# Попытка угона рейса 448
23 января 2001 года регулярный пассажирский рейс 448, который направлялся из Саны в Ходейду, пилотируемый капитаном Амером Анисом, был угнан. Boeing 727-2N8 компании Yemenia вылетел из международного аэропорта Саны, совершив остановку в аэропорту Таиз-Аль-Джанад. На борту 101 человек — 91 пассажир и 10 членов экипажа. Среди пассажиров были посол США в Йемене, заместитель главы миссии США в Йемене и посол Йемена в США.
Через пятнадцать минут после взлёта человек, вооружённый пистолетом, потребовал лететь в Багдад (Ирак). В дополнение он утверждал, что в его чемодане спрятана взрывчатка. Лётный экипаж убедил угонщика сначала направиться в Джибути, чтобы заправиться достаточным количеством топлива для данного полёта.
Лайнер совершил аварийную посадку в международном аэропорту Джибути-Амбули, где лётчики во главе с капитаном воздушного судна Амером Анисом смогли обезоружить угонщика. Глава государственного департамента США Ричард Баучер назвал это «актом действительно потрясающего действия экипажа». Единственным пострадавшим оказался бортинженер, который был ранен во время стычки с террористом.
Угонщик оказался безработным иракцем, который пытался трудоустроиться за границей. В марте того же года преступника экстрадировали в Йемен, где приговорили к 15 годам тюремного заключения.